# Дмитрюк, Григорий Федосеевич
Григорий Федосеевич Дмитрюк (1920—1982) — советский лётчик истребительной авиации, ставший асом на двух войнах — в Великой Отечественной войне и на Корейской войне, Герой Советского Союза (1944). Генерал-майор авиации (1963).

## Биография
Григорий Дмитрюк родился 12 марта 1920 года во Владивостоке в рабочей семье (отец работал кочегаром на судоремонтном заводе). Окончил девять классов средней школы № 28 Владивостока и Владивостокский аэроклуб.
В декабре 1938 года был призван на службу в Рабоче-крестьянскую Красную Армию. Окончил Читинскую военную авиационную школу лётчиков в августе 1940 года. Служил младшим лётчиком 168-го резервного авиационного полка на Дальнем Востоке. В декабре 1940 года переведён в 301-й истребительный авиационный полк (97-я смешанная авиационная дивизия, ВВС 15-й армии, Дальневосточный фронт): младший лётчик, с сентября 1941 года — командир звена. С января 1942 года — командир звена 2-го запасного истребительного авиационного полка (Московский военный округ), который дислоцировался в Горьковской области.
С мая 1942 года — на фронтах Великой Отечественной войны. Прошёл всю войну в составе 19-го гвардейского истребительного авиационного полка (7-я воздушная армия, Карельский фронт). Был командиром звена, с августа 1942 года — заместителем командира эскадрильи, с марта 1944 года — заместителем командира и штурманом эскадрильи, с апреля 1944 года — командиром эскадрильи. Летал на ленд-лизовских истребителях «Киттихаук» и «Аэрокобра». В августе 1943 года был направлен на учёбу, а марте 1944 года окончил курсы усовершенствования командиров эскадрилий в Липецке. Участвовал в обороне Заполярья, в защите с воздуха Мурманска и Кировской железной дороги, в Петсамо-Киркенесской наступательной операции. Всего совершил 206 боевых вылетов, в 37 воздушных боях лично сбил 8 и в группе 14 самолётов противника. Сам был один раз сбит и ранен в воздушном бою над вражеской территорией, четверо суток по тундре пробирался к своим, был спасён случайно встретившими его бойцами лыжного разведотряда.
Указом Президиума Верховного Совета СССР от 2 ноября 1944 года за «образцовое выполнение боевых заданий командования на фронте борьбы с немецкими захватчиками и проявленные при этом отвагу и геройство» гвардии капитану Григорию Федосеевичу Дмитрюку присвоено звание Героя Советского Союза с вручением ордена Ленина и медали «Золотая Звезда» за номером 4313.
После окончания войны продолжил службу в Советской Армии. С марта 1946 года служил командиром эскадрильи в 821-м истребительном авиационном полку (9-я воздушная армия, Приморский военный округ). С декабря 1946 года служил в 494-м истребительном авиационном полку (190-я истребительная авиационная дивизия, 9-я воздушная армия, Приморский военный округ): командир эскадрильи, с июня 1947 года — заместитель командира и штурман эскадрильи. С сентября 1950 года — начальник воздушно-стрелковой службы 190-й истребительной авиадивизии (54-я воздушная армия). В декабре 1951 года назначен командиром 821-го истребительного авиаполка этой дивизии.
С 14 января по 18 августа 1952 года гвардии подполковник Г. Ф. Дмитрюк принимал участие в Корейской войне во главе 821-го ИАП. За этот период совершил 51 боевой вылет, провёл 31 воздушный бой, в которых лично сбил 5 самолётов США. Все победы одержал над реактивными истребителями. Кроме личной отваги, был умелым боевым командиром: лётчики полка сбили 44 американских самолёта, собственные потери составили 14 самолётов и 4 погибших лётчика.
Дважды становившись асом на двух войнах, в целом Г. Ф. Дмитрюк сбил 13 немецких и американских самолётов лично, 14 в группе.
После возвращения полка из КНДР ещё около года командовал тем же авиаполком, а летом 1953 года был направлен на учёбу. В 1956 году окончил Военно-воздушную академию в Монино. С ноября 1956 года — заместитель командира 27-й истребительной авиационной дивизии по лётной части (37-я воздушная армия, Северная группа войск, Польша). С сентября 1957 года — командир 131-й истребительной авиационной дивизии (57-я воздушная армия, Прикарпатский военный округ). С апреля 1959 года служил первым заместителем командира, а с ноября 1960 года — заместителем командира 41-й истребительной авиационной дивизии ПВО (76-я воздушная армия, Ленинградский военный округ). С августа 1961 года — командир 303-й истребительной авиационной дивизии (1-я воздушная армия, Дальневосточный военный округ). С августа 1966 года служил заместителем командующего ВВС Ленинградского военного округа по боевой подготовке и ВУЗам, а когда в феврале 1968 года на базе ВВС округа была воссоздана 76-я воздушная армия, продолжил службу в её штабе на этой же должности. В августе 1969 года был освобождён от должности и переведён в распоряжение Главнокомандующего ВВС, а в ноябре того же года гвардии генерал-майор авиации Г. Ф. Дмитрюк уволен в запас.
Жил в Ленинграде (Санкт-Петербург). До 1980 года работал начальником сектора Всесоюзного НИИ радиоаппаратуры.
Умер 27 апреля 1982 года. Похоронен на Серафимовском кладбище Санкт-Петербурга (3 уч.).

## Воинские звания
- Младший лейтенант (4.07.1940)
- Лейтенант (19.06.1942)
- Старший лейтенант (23.09.1942)
- капитан (18.04.1944)
- Майор (18.09.1949)
- Подполковник (7.04.1952)
- Полковник (31.10.1956)
- Генерал-майор авиации (22.02.1963)

Могила Г. Ф. Дмитрюка на Серафимовском кладбище Санкт-Петербурга.

## Награды
- Медаль «Золотая Звезда» Героя Советского Союза (2.11.1944);
- два ордена Ленина (2.11.1944, 14.07.1953);
- два ордена Красного Знамени (19.08.1942, 28.09.1952);
- орден Отечественной войны 1-й степени (30.04.1943);
- орден Красной Звезды (30.04.1954);
- медаль «За боевые заслуги» (20.06.1949);
- медали[1].

## Память

Барельеф в пантеоне Героев на бывшей советской авиабазе Пютниц (Германия)

- В честь Г. Ф. Дмитрюка названа школа во Владивостоке, в которой он учился, на здании школы установлена мемориальная доска[1].
- На территории бывшей советской авиабазы Пютниц (Германия) установлен его барельеф.